# Stylopathidae
Famille
Statut CITES
Les Stylopathidae sont une famille des cnidaires anthozoaires de l'ordre des Antipatharia.
Ces espèces, appelées coraux noirs en raison de la couleur de leur squelette variant du brun foncé au noir, vivent en eaux peu profondes, en dessous de 30 m.

## Répartition et habitat
Sa plage de profondeur est comprise entre 1 et 30 m, dans des zones avec des courants et avec une gamme de températures comprises entre 4,25 à 23,25 °C.

## Liste des genres
Selon World Register of Marine Species (25 mars 2024) :
- Stylopathes Opresko, 2006
- Triadopathes Opresko, 2006
- Tylopathes Brook, 1889

## Classification
Le nom valide complet (avec auteur) de ce taxon est Stylopathidae Opresko (d), 2006,.

## Publication originale
- (en) D M Opresko, « Revision of the Antipatharia (Cnidaria: Anthozoa). Part V. Establishment of a new family, Stylopathidae », Zoologische Mededelingen, NBC, vol. 80, no 4,‎ 2006, p. 109-138 (ISSN 0024-0672 et 1876-2174, OCLC 212304577, lire en ligne).